# دائرة عين الكيحل
دائرة عين الكيحل هي إحدى دوائر ولاية عين تموشنت الجزائرية.